# 辺仁善
辺仁善（ピョン・インソン、へん じんぜん、朝鮮語: 변인선/邊仁善、1946年 - ）は、朝鮮民主主義人民共和国の軍人。2012年での階級は朝鮮人民軍陸軍上将。

## 経歴
2003年7月、人民陸軍中将から上将へ昇進した (人民軍の階級では中将と大将の間に上将という階級が設けられている)。
2010年9月には朝鮮労働党中央委員会政治局員に選出されている。翌10月には人民武力部副部長にも就任した。
2012年3月、朝鮮中央放送は辺を第4軍団司令官であると報じた。これにより、延坪島砲撃事件後、金格植が退いてから長らく不明であった第4軍団司令官が判明した。辺は、同年3月5日に行われた朝鮮中央放送のインタビューにおいて、「青瓦台であっても仁川であっても全て火の海となり、逆賊一味はただの一人も生き残れないだろう」と述べている。
その後朝鮮人民軍第1副総参謀長兼作戦局長を務めていた辺であったが、金正恩第一書記に対し異議を唱えたとして2015年1月に粛清された。2019年3月に行われた最高人民会議第14期代議員選挙では選出者に名前がなかったことが確認されている。現在の生死は不明。

## その他
2011年12月、北朝鮮前指導者金正日の死を受けて、国家葬儀委員会委員を務めた。